# Aniela Poraj-Biernacka
Aniela Poraj-Biernacka (ur. 1858, zm. 1 grudnia 1918 w Woli) – polska malarka, 

## Życiorys
Córka Adama Michała Biernackiego i Julii z Pancerów, córki inżyniera Feliksa Pancera. Studiowała w Warszawie na kursach dla kobiet prowadzonych przez Wojciecha Gersona, a następnie od roku 1888 w Paryżu w Académie Julian u Jules Joseph Lefebvre, Jean-Paul Laurens i Jean-Joseph Benjamin-Constant, a w roku 1893 w Madrycie u Manuela Domingueza Sáncheza. Wystawiała na salonach malarstwa w Krakowie, Lwowie, Kijowie i Berlinie.